# Cheiracanthium himalayense
Cheiracanthium himalayense là một loài nhện trong họ Miturgidae.
Loài này thuộc chi Cheiracanthium. Cheiracanthium himalayense được Frederick Henry Gravely miêu tả năm 1931.